# Desa Pondokcabe Ilir
Desa Pondokcabe Ilir är en administrativ by i Indonesien.   Den ligger i provinsen Banten, i den västra delen av landet, 16 km sydväst om huvudstaden Jakarta.